# Rita Maria Matias
Rita Maria Cid Matias est une personnalité politique portugaise, député du parti Chega. Actuellement, elle est également membre de la direction nationale du parti et président de Juventude Chega.

## Biographie
Initiée en politique par son père, dirigeant d’un mouvement contre l’avortement et l’euthanasie qui a fusionné avec Chega, Rita Matias se présente comme catholique et « anti-féministe ».
Le 30 janvier 2022 à la suite des élections législatives portugaises de 2022, elle est élue député à l'Assemblée de la République portugaise pour la XVe législature de la Troisième République portugaise. Elle est la première femme élue députée pour Chega.